# 肩こり

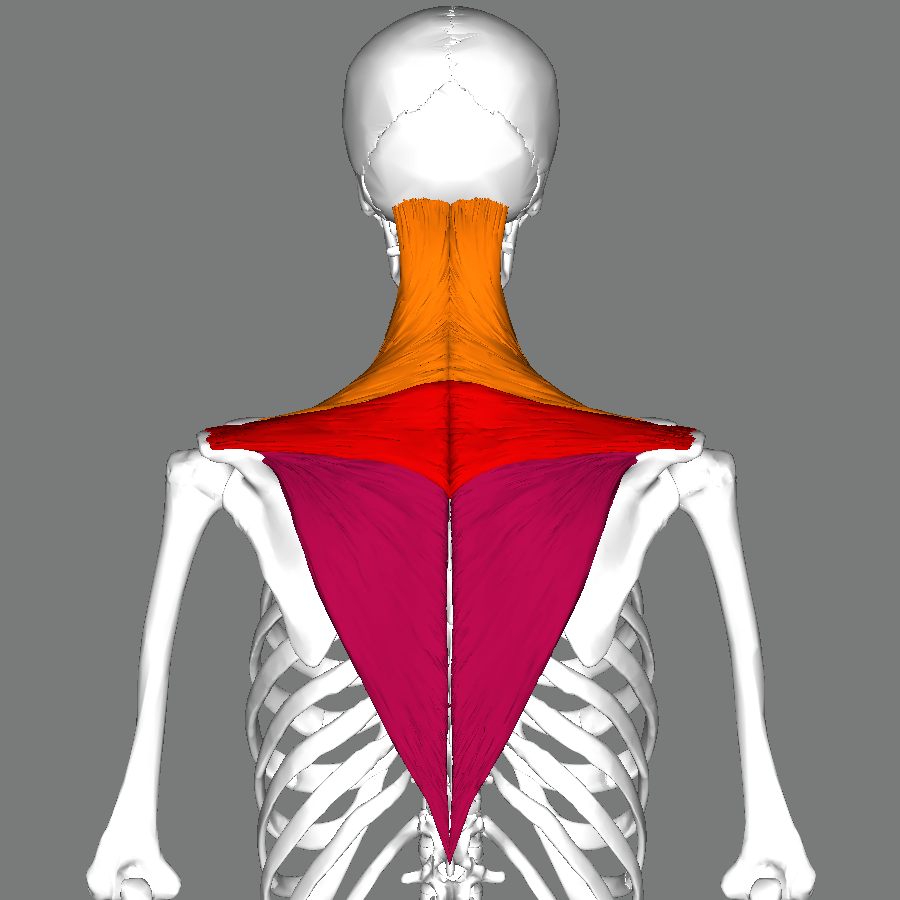
肩こりは主に僧帽筋に起こる。

肩こり（肩凝り、かたこり）とは、症候名のひとつ。肩だけでなく、首も凝ることが多い。「肩が張る」とも言う。主に僧帽筋に起こる症状。厚生労働省による国民生活基礎調査（2015年度）における有訴者率で男性の2位、女性の1位を占める症状である（男性の1位、女性の2位は共に腰痛）。

## 概念
項頸部から僧帽筋エリアの諸筋に生じる主観的に詰まったような、こわばった感じや不快感・こり感・重苦しさや痛みにいたる症候の総称である。頭痛、吐き気を伴うことがある。頸肩腕症候群の初期症状である場合がある。
日本語では「肩こり」という名称で「肩」を指す表現が用いられているが、愁訴の部位は多くの場合が項頸部から僧帽筋、菱形筋、肩甲挙筋などであり、三角筋が痛む場合は別に原因がある可能性が高い。中国語では肩膀僵硬と表現し日本語とおなじ症状を示すさいに利用されている。
英語ではstiff neck「堅い・ぎこちない-首」neck pain「首の痛み」、stiff shoulderなどが「肩こり」を表現する語になるが、英語stiff shoulders、フランス語Épaules raides（肩の硬直）cervicalgie（頸痛）、ドイツ語Steife Schultern（硬直-肩の）などは医療面では五十肩や腱板損傷、頸椎外傷などを含んだより重篤な「肩の症状」を指しており、愁訴の表現として「緊張して肩が凝った」「デスク作業ばかりで肩が凝った」というニュアンスを表現することは難しい。立教大学の沢田直によればフランス語には「肩こり」に相当する語はないと言う。むろん彼ら西欧人が肩こりをおこさないわけではなくen:Work-related musculoskeletal disorders（WMSDs）の一症状として処置されることになる。

## 原因
この症状に対する原因には諸説あるものの、確定的な診断方法や治療法はなく、腰痛などと並んで不明な点がとても多い疾患となっている。
長時間、首や背中が緊張するような姿勢をとり続けたり、猫背、前かがみなどの姿勢の悪さ、ショルダーバッグ、冷房などが原因とされる。それらが原因で頭や腕を支える僧帽筋やその周辺の筋肉（肩甲挙筋・上後鋸筋・菱形筋群・板状筋・脊柱起立筋）の持続的緊張によって筋肉が硬くなり、局所に循環障害が起こる。それによって酸素や栄養分が末端まで届かず、疲労物質が蓄積しこれが刺激となって肩こりを起こすと考えられている。
あるいは、筋肉を包む筋膜に出来る皺（しわ）が原因となる場合もあることが、最近分かってきた。これらは原発性肩こりと言われる。それに対し、症候性肩こりと言われる肩こりがある。ある疾患によって起こる肩こりであり、頚椎性、心因性、眼疾患、肩関節疾患、心肺疾患、歯や顎関節疾患、耳鼻科疾患による場合などがある。

## 症状
- 僧帽筋エリア（特に肩上部）の局部の圧痛から始まる。僧帽筋は肩上部では厚みがあり、それも肩こりの大きな一因となっている。
- 進行すると圧痛点やこりを感じる部位が拡大する。
- 筋肉の持続的緊張により圧痛部位が拡大し、深層筋（肩甲挙筋・棘上筋・菱形筋・脊柱起立筋群・上後鋸筋）にまで凝りが拡大すると「芯が凝ったような凝り」として感じられ、筋肉がこわばり、重苦しさを感じるようになる。
  - 主観的には頸部～肩上部に「ズシーンとした感じ」「何かものがのっているかのような感じ」や肩甲骨と脊柱の間（肩甲間部）や肩甲骨の内側の際に「鉄板が入ったような感じ」として感じられることが多い。
- 重苦しさを放置すると痛みを感じるようになり（「首筋まで痛い」「凝りすぎて背中が痛くて眠れない」）、進行すると緊張性頭痛や顔面・上肢の関連痛が生じるようになる。

## 診断
- 触診で愁訴部の圧痛や筋緊張・硬結（凝り）などが見られる。
- 頸椎椎間板ヘルニアなどがないか、X線写真やCTなどで鑑別することもある。

## 治療
薬物療法
消炎鎮痛剤（内服または外用）・筋弛緩剤・抗不安剤などが用いられる。この医薬品として代表的なものは湿布（サロンパス、トクホン）、エチゾラム（デパス®）などがある。
症状の強いときは圧痛点（トリガー・ポイント）注射や神経ブロックも行われる。
理学療法
鍼灸・各種手技療法・運動療法・吸玉、カッピング療法・瀉血療法・マッサージ・ストレッチ・温熱療法・水治療法・電気療法などが行われる。
たすき掛けが肩こりの症状を緩和する可能性が示唆されている。

## 言語文化と「肩こり」
- 「肩が凝る」という言葉は、夏目漱石による造語との説[注 1]があり[注 2]、さらに、それ以前はいわゆる肩こりの症状を特に指す用語は日本語になく、漱石が「肩こり」という言葉を造って、その症状を自覚するようになったとの言説がある[4][5]。
  - しかしながら、『門』の発表とほぼ同時期には、「肩が凝る」を現代語と同じ用法で使用している例[注 3]は見られるし、それ以前より、「痃癖（けんべき）の凝り」といった表現が見られるため、この表現の源流を漱石のみに帰するのは疑問がある。
  - また、『それ以前はいわゆる肩こりの症状を特に指す用語は日本語にない』なる言説は、『門』以前にも樋口一葉が「肩が張る」と言う表現を用いており、また、そもそも、1686年には、当時の医学書『病名彙解』において「痃癖（けんべき）」として紹介されており[6]、その俗語が「うちかた」であるとの記述があって、妥当とはいえない。従って「肩こり」と言う言葉が生まれたゆえ、その症状を自覚するようになったと言説は、正確性を欠く。肩こりや腰痛は古くから鍼灸治療の対象であった。
- 日本語においては、疲労などを原因とする頚部周辺の不快感や痛みを、単純に「肩こり」と言い表せるために、社会的に認知・対処法への関心が共有されているとも考えられており、逆にそのような言葉がない言語文化圏には「肩こり」はない、などと言われることがある[7]が、これは笑い話に出たものであり医学的根拠のある話ではない。一方でフランスでは日本での「肩こり」と同じニュアンスに「重い足」（fr:jambes lourdes）という表現があり、これを治すための民間療法も多く存在している。
- 英語では肩こりを「stiff neck」「tight shoulders」「shoulder discomfort」「shoulder stiffness」などと表現する。コンピューターやスマートフォンの普及で欧米でも肩こりが増えており、米国では「IHunch」（アイハンチ、hunchは猫背のこと、いつもアイフォンを猫背で見ていることから命名されたと考えられている）「text neck」（スマホ首）と表記されることがある。